# Roald Larsen
Pour les articles homonymes, voir Larsen.
Roald Larsen, né le 2 janvier 1898 à Christiania (actuellement Oslo) et mort le 28 juillet 1959 à Oslo, est un patineur de vitesse norvégien. Il a gagné six médailles olympiques, quatre médailles aux Championnats du monde et cinq médailles aux Championnats d'Europe.

## Biographie
Roald Larsen est membre du club Kristiania Skøiteklub (maintenant Oslo Skøiteklub). Il remporte cinq médailles olympiques aux Jeux olympiques d'hiver de 1924 à Chamonix en France, puis une aux Jeux olympiques d'hiver de 1928 à Saint-Moritz en Suisse. Il est avec le Néerlandais Rintje Ritsma un des deux patineurs de vitesse ayant remporté six médailles olympiques, mais aucune d'or. En 1924, il remporte également les championnats toutes épreuves du monde, d'Europe et de Norvège. Durant sa carrière, il remporte en tout quatre médailles aux championnats du monde et cinq médailles aux championnats d'Europe. Alors qu'il ne rivalise plus avec les meilleurs depuis plusieurs années, il prend sa retraite sportive en 1936. Larsen devient ensuite vitrier et fonde l'entreprise Roald Larsen AS avec ses deux frères, entreprise toujours en activité après sa mort.

## Palmarès
Le tableau suivant résume les résultats de Roald Larsen dans les compétitions importantes, :
| Compétition                             | Or        | Argent                                     | Bronze                                                             |
| Jeux olympiques d'hiver                 | –         | 1924 (1 500 mètres) 1924 (toutes épreuves) | 1924 (500 m) 1924 (5 000 mètres) 1924 (10 000 mètres) 1928 (500 m) |
| Championnats du monde toutes épreuves   | 1924      | 1922 1926                                  | 1925                                                               |
| Championnats d'Europe toutes épreuves   | 1924      | 1925                                       | 1923 1928 1929                                                     |
| Championnats de Norvège toutes épreuves | 1922 1924 | 1921 1923 1925 1927 1928                   | 1926                                                               |

## Records
Roald Larsen a détenu un record du monde : celui du 500 mètres avec un temps de  réalisé le 4 février 1928 à Davos en Suisse. Ses autres records personnels sont 2 min 21 s 3 sur 1 500 mètres, 8 min 34 s 4 sur 5 000 mètres et 17 min 40 s 3 sur 10 000 mètres.